# Wenhriwka
Wenhriwka (ukr. Венгрівка) – przystanek kolejowy w rejonie łuckim, w obwodzie wołyńskim, na Ukrainie. Położony jest na linii Lwów – Łuck – Kiwerce, w oddaleniu od skupisk ludzkich, pomiędzy miejscowościami Olchówka i Kowbań.